# Eugen Szenkar
Eugen Szenkar, ungarisch Szenkár Jenő (* 9. April 1891 in Budapest, Österreich-Ungarn; † 25. März 1977 in Düsseldorf) war ein ungarischer Dirigent.

## Leben
Der Sohn des Dirigenten, Organisten und Komponisten Nándor Szenkár trat bereits im Kindesalter als Pianist und Dirigent auf. Er wurde 1908 in die Kompositionsklasse von Victor von Herzfeld an der Königlichen Musikakademie in Budapest aufgenommen und trat 1911 seine erste Stelle als Korrepetitor an der Budapester Volksoper an.
1912 erhielt er einen Jahresvertrag am Deutschen Landestheater in Prag, zunächst als Chorleiter, später als Kapellmeister. 1913 kehrte er als Kapellmeister an die Budapester Volksoper zurück, die noch bis 1915 existierte.
Nach einer Saison am Landestheater Salzburg und einem kurzen Intermezzo am Centraltheater Dresden wurde er 1917 Hofkapellmeister am Herzoglichen Hoftheater in Altenburg (heute Thüringen), eine Stelle, die er bis 1920 bekleidete.
1920 wurde Szenkar 1. Kapellmeister (koordiniert mit Ludwig Rottenberg) an der Frankfurter Oper, wo zu dieser Zeit Paul Hindemith am ersten Bratschenpult saß. In Frankfurt leitete er die Uraufführung von Egon Wellesz’ Oper Die Prinzessin Girnara sowie die deutschen Erstaufführungen von Béla Bartóks Oper Herzog Blaubarts Burg und dessen Tanzspiel Der holzgeschnitzte Prinz. Er wurde in Deutschland zum Wegbereiter der Werke Bartóks, mit dem ihn eine Duzfreundschaft verband.
Von 1923 bis 1924 war Szenkar Generalmusikdirektor der Großen Volksoper in Berlin, wo er 1924 eine viel beachtete Aufführung des Boris Godunow von Modest Mussorgski dirigierte. 1924 wurde er Nachfolger von Otto Klemperer an der Kölner Oper. Hier leitete er neben Uraufführungen zeitgenössischer Opern (Braunfels, Wellesz) die europäische Erstaufführung von Sergei Prokofjews Oper Die Liebe zu den drei Orangen, die deutsche Erstaufführung von Zoltán Kodálys Singspiel Háry János sowie Aufführungen von Wagners Ring des Nibelungen und von fünf Mozart-Opern. Bartóks Pantomime Der wunderbare Mandarin wurde nach der Uraufführung auf Anweisung von Oberbürgermeister Konrad Adenauer vom Spielplan abgesetzt. In der Gesellschaft für Neue Musik setzte er sich mit zahlreichen Erstaufführungen für zeitgenössische Komponisten ein. 
Bei Opernhaus-Konzerten führte Szenkar Mahlers Lied von der Erde, die 2., 3., 5. und siebente Sinfonie auf, dazu die 8. Sinfonie mit 800 Sängern und Arnold Schönbergs Gurre-Lieder mit fast 1000 Mitwirkenden. 1928 gab die Kölner Oper ein Gastspiel an der Wiener Staatsoper mit Mozarts Così fan tutte, Händels Julius Cäsar und Debussys Pelléas et Mélisande, das mit Begeisterung aufgenommen wurde. Im gleichen Jahr entstand zum 100. Todestag Beethovens eine Plattenaufnahme von dessen 5. Sinfonie. 1928 und 1932 gab Szenkar Gastspielkonzerte am Teatro Colón in Buenos Aires.
1933 flüchtete er vor den Nationalsozialisten nach Wien. Hier leitete er eine Aufführung von Mahlers 3. Sinfonie mit den Wiener Symphonikern und zwei Aufführungen von Wagners Fliegendem Holländer an der Wiener Staatsoper. 1934 folgte Szenkar einer Einladung nach Moskau, wo er das Staatliche Philharmonische Orchester leitete und Gastdirigate am Bolschoi-Theater hatte. Außerdem leitete er eine Meisterklasse für Dirigenten am Staatlichen Konservatorium. Sein später bekanntester Schüler war Kyrill Petrowitsch Kondraschin. Freundschaften verbanden Szenkar mit Sergei Prokofjew und Nikolai Mjaskowski. Er leitete die Uraufführungen der 1. Sinfonie von Aram Chatschaturjan und der 16. Sinfonie Mjaskowskis. Das Engagement endete 1937 mit der Ausweisung aus Russland während der ersten großen Säuberungswelle Stalins.
1938 und 1939 leitete Szenkar Konzerte mit dem von Bronisław Huberman gegründeten Palästinaorchester in Tel-Aviv, Haifa, Jerusalem, Kairo und Alexandria. 1939 war er als Gastdirigent am Theatro Municipal in Rio de Janeiro eingeladen. Der Ausbruch des Krieges hielt ihn in Brasilien fest, wo er mit einigen Kollegen 1940 das Orquestra Sinfônica Brasileira gründete, dessen künstlerischer Direktor er bis 1948 war. In dieser Zeit baute er ein Musikleben nach europäischem Vorbild in Rio auf, gab jährlich bis zu 80 Konzerte, initiierte Sonntagsmatineen und Jugendkonzerte und gründete einen Chor aus Laiensängern. Bei einem Gastspiel 1958 wurde er zum Ehrenbürger der Stadt ernannt.
Ende 1949 kehrte Szenkar nach Europa zurück. Von 1950 bis 1952 war er Generalmusikdirektor in Mannheim und hatte gleichzeitig einen umfangreichen Gastvertrtag mit der Oper in Köln. Von 1952 bis 1956 wirkte er als Operndirektor am Düsseldorfer Opernhaus unter dem Generalintendanten Walter Bruno Iltz, daneben bis 1960 als Generalmusikdirektor von Düsseldorf. Die Düsseldorfer Symphoniker und den Chor des Musikvereins führte er ab 1954 zu ersten Auslandstourneen. Bei einem Konzert in der Royal Festival Hall führte er 1954 Bruckners 7. Sinfonie unter Standing Ovations auf. 1958 leitete er die Uraufführung von Wellesz’ 5. Sinfonie. 1960 trat er aus Altersgründen als Generalmusikdirektor von Düsseldorf zurück. In den folgenden Jahren als Reisedirigent in Europa besuchte er vor allem Ungarn gerne. Sein letztes Dirigat war die Carmen in Köln anlässlich seines 80. Geburtstages. Sein Sohn war der Musikproduzent und Komponist Claudio Szenkar.